# Починок (Добринское сельское поселение)
Починок — деревня в Смоленской области России, в Духовщинском районе. Население — 12 жителей (2007 год) . Расположена в северной части области в 45 км к северу от Духовщины, в 3,5 км северо-западнее Озёрного.
Входит в состав Добринского сельского поселения.

## История
До XX века вновь образованные сельские поселения называли Починками, отсюда и пошло название деревни.